# Diploneuron connivens
Diploneuron connivens är en bladmossart som beskrevs av Edwin Bunting Bartram 1936. Diploneuron connivens ingår i släktet Diploneuron och familjen Hookeriaceae. Inga underarter finns listade i Catalogue of Life.